# Martial Donnet
Martial Donnet (* 22. September 1956 in Troistorrents) ist ein ehemaliger Schweizer Skirennfahrer. Er fuhr ausschliesslich Slalomrennen.

## Biografie
Die ersten Weltcuppunkte holte Donnet am 13. Dezember 1978, als er völlig überraschend vor Peter Lüscher und Christian Neureuther den Slalom der 3-Tre-Rennen in Madonna di Campiglio gewann. Im Verlaufe der Saison 1978/79 erzielte er weitere vier Platzierungen unter den besten zehn, was ihm in der Slalom-Weltcupwertung den zehnten Platz einbrachte. In der darauf folgenden Saison 1979/80 erreichte er nicht mehr dieses Niveau, ein zehnter Platz blieb sein bestes Ergebnis. Da er sich auch nicht für die Olympischen Winterspiele 1980 qualifizieren konnte, erklärte er zum Saisonende seinen Rücktritt.
Donnet führt in Morgins ein Hotel und war 25 Jahre lang Präsident der dortigen Skischule.

## Erfolge
- 6 Platzierungen unter den besten zehn im Weltcup, davon 1 Sieg:

| Datum             | Ort                  | Land    | Disziplin |
| ----------------- | -------------------- | ------- | --------- |
| 13. Dezember 1978 | Madonna di Campiglio | Italien | Slalom    |